# 佛瑞林
佛瑞林（Frerin）是托爾金小說的虛構人物。
佛瑞林是索恩二世（Thráin II）的次子，索林‧橡木盾（Thorin Oakenshield）之弟。對於他的事跡描述較少，只知他在矮人與半獸人之戰爭（War of the Dwarves and Orcs）的阿薩努比薩之戰（Battle of Azanulbizar）於凱薩督姆東門戰死。